# Chadrac Akolo
Chadrac Akolo (Kinshasa, 1995. április 1. –) kongói DK válogatott labdarúgó, a svájci St. Gallen csatára.

## Pályafutása

### Klubcsapatokban
Akolo a kongói DK fővárosában, Kinshasában született. Az ifjúsági pályafutását a svájci Bex csapatában kezdte, majd 2012-ben a Sion akadémiájánál folytatta.
2014-ben mutatkozott be a Sion első osztályban szereplő felnőtt csapatában. 2016-ban kölcsönben szerepelt a Neuchâtel Xamaxnál. 2017-ben a német Stuttgart szerződtette. Először a 2017. augusztus 19-ei, Hertha BSC ellen 2–0-ra elvesztett mérkőzésen lépett pályára. Első gólját 2017. szeptember 10-én, a Schalke 04 ellen 3–1-es vereséggel zárult találkozón szerezte meg. A 2019–20-as szezonban a francia első osztályban érdekelt Amiens csapatánál játszott kölcsönben. A lehetőséggel élve, 2020-ban a francia klubhoz igazolt. 2020. augusztus 22-én, a Nancy ellen 1–0-ra megnyert bajnokin debütált. 2021 februárja és júniusa között a német Paderborn csapatát erősítette szintén kölcsönben.
2022. július 3-án kétéves szerződést kötött a svájci St. Gallen együttesével. Először a 2022. július 17-ei, Servette ellen 1–0-ra elvesztett mérkőzés 76. percében, Isaac Schmidt cseréjeként lépett pályára. Első gólját 2022. augusztus 13-án, a Luzern ellen 4–1-re megnyert találkozón szerezte meg. 2022. augusztus 21-én, a Rorschach-Goldach 17 ellen 15–0-ás győzelemmel zárult kupamérkőzésen mesternégyest szerzett a klub színeiben.  A 2023–24-es szezonban megszerezte a bajnokság gólkirályi címét.

### A válogatottban
Akolo 2017-ben debütált a kongói DK válogatottban. Először a 2017. szeptember 5-ei, Tunézia ellen 2–2-es döntetlennel zárult mérkőzés 67. percében, Firmin Ndombe Mubelet váltva lépett pályára. Első válogatott gólját 2019. október 13-án, Elefántcsontpart ellen 3–1-re elvesztett barátságos mérkőzésen szerezte meg.

## Statisztika
2024. augusztus 15. szerint.
| Klub                         | Szezon   | Bajnokság              | Bajnokság | Bajnokság | Kupa  | Kupa  | Nemzetközi | Nemzetközi | Összesen | Összesen |
| Klub                         | Szezon   | Bajnokság              | Mérk.     | Gólok     | Mérk. | Gólok | Mérk.      | Gólok      | Mérk.    | Gólok    |
| ---------------------------- | -------- | ---------------------- | --------- | --------- | ----- | ----- | ---------- | ---------- | -------- | -------- |
| Sion                         | 2013–14  | Swiss Super League     | 2         | 0         | 0     | 0     | —          | —          | 2        | 0        |
| Sion                         | 2014–15  | Swiss Super League     | 16        | 0         | 1     | 0     | —          | —          | 17       | 0        |
| Sion                         | 2015–16  | Swiss Super League     | 7         | 0         | 0     | 0     | —          | —          | 7        | 0        |
| Sion                         | 2016–17  | Swiss Super League     | 34        | 15        | 3     | 0     | —          | —          | 37       | 15       |
| Neuchâtel Xamax (kölcsönben) | 2015–16  | Swiss Challenge League | 16        | 9         | 0     | 0     | —          | —          | 16       | 9        |
| Stuttgart                    | 2017–18  | Bundesliga             | 22        | 5         | 3     | 1     | —          | —          | 25       | 6        |
| Stuttgart                    | 2018–19  | Bundesliga             | 18        | 0         | 1     | 0     | —          | —          | 19       | 0        |
| Amiens (kölcsönben)          | 2019–20  | Ligue 1                | 15        | 2         | 1     | 0     | —          | —          | 16       | 2        |
| Amiens                       | 2020–21  | Ligue 2                | 13        | 2         | 1     | 0     | —          | —          | 14       | 2        |
| Amiens                       | 2021–22  | Ligue 2                | 33        | 6         | 4     | 4     | —          | —          | 37       | 10       |
| Paderborn (kölcsönben)       | 2020–21  | 2. Bundesliga          | 8         | 1         | 0     | 0     | —          | —          | 8        | 1        |
| St. Gallen                   | 2022–23  | Swiss Super League     | 32        | 7         | 4     | 5     | —          | —          | 36       | 12       |
| St. Gallen                   | 2023–24  | Swiss Super League     | 37        | 14        | 2     | 1     | —          | —          | 39       | 15       |
| St. Gallen                   | 2024–25  | Swiss Super League     | 4         | 2         | 0     | 0     | 3          | 2          | 7        | 4        |
| Összesen                     | Összesen | Összesen               | 257       | 53        | 20    | 11    | 3          | 2          | 280      | 76       |

### A válogatottban
| Válogatott | Év       | Pályára lépés | Gól |
| ---------- | -------- | ------------- | --- |
| Kongói DK  | 2017     | 1             | 0   |
| Kongói DK  | 2018     | 3             | 0   |
| Kongói DK  | 2019     | 7             | 1   |
| Kongói DK  | 2021     | 7             | 1   |
| Kongói DK  | 2022     | 3             | 0   |
| Kongói DK  | 2023     | 3             | 0   |
| Kongói DK  | 2024     | 3             | 0   |
| Összesen   | Összesen | 27            | 2   |

#### Góljai a válogatottban
| # | Időpont           | Helyszín                                   | Ellenfél         | Gólok | Eredmény | Kiírás               |
| - | ----------------- | ------------------------------------------ | ---------------- | ----- | -------- | -------------------- |
| 1 | 2019. október 13. | Stade de la Licorne, Amiens, Franciaország | Elefántcsontpart | 1–2   | 1–3      | Barátságos mérkőzés  |
| 2 | 2021. október 7.  | Mártírok Stadionja, Kinshasa, Kongói DK    | Madagaszkár      | 1–0   | 2–0      | 2022-es VB-selejtező |

## Sikerei, díjai
Sion
- Svájci Kupa
  - Győztes (1): 2014–15
  - Döntős (1): 2016–17

 Neuchâtel Xamax
- Swiss Challenge League
  - Feljutó (1): 2015–16

Egyéni
- A svájci kupa gólkirálya: 2022–23 (4 góllal)
- A svájci első osztály gólkirálya: 2023–24 (14 góllal)